# Josef Slavík
Josef Slavík (26. březen 1806, Jince – 30. květen 1833, Pešť) byl český houslista a skladatel, také nazývaný „český Paganini“.

## Život

### Dětství a učení
Josef Slavík se narodil v Jincích v rodině učitele a hudebníka.

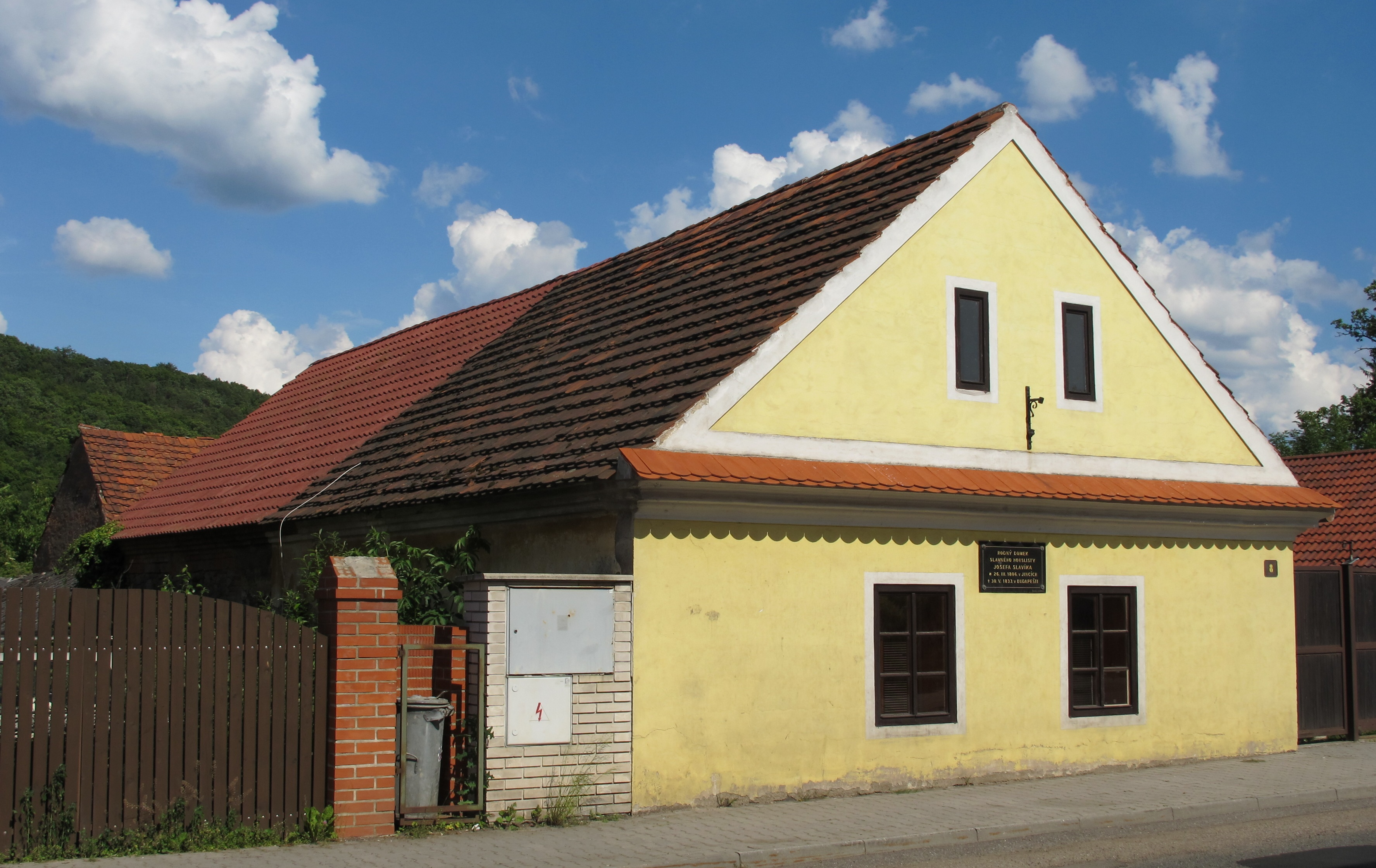
Rodný dům Josefa Slavíka v Jincích

 V devíti letech byl ve hře na housle tak zručný, že zastával primária v kvartetu hraběte Rudolfa Jana z Vrbna v Hořovicích, kam se Slavíkova rodina přestěhovala. Když hrabě rozpoznal jeho talent, zavezl jej do Prahy k řediteli konzervatoře Bedřichu Diviši Weberovi. Ten svěřil jeho houslovou výchovu znamenitému pedagogu B. V. Pixisovi. Hrabě pak hradil náklady na chlapcovo studium. Svého mecenáše Slavík nezklamal. Cílevědomě se vrhl do studia houslové hry, žádný technický problém před ním neobstál. Komponoval též houslové skladby virtuózního charakteru. O touze vyniknout svědčí i jeho absolventský Houslový koncert fis moll o němž Pixis prohlásil: „Je vůbec rozumné psát takový nesmysl, když to nikdo nezahraje?“ Slavík však koncert zahrál k údivu svého učitele i posluchačů.

### Plodná léta
Po absolutoriu se stal koncertním mistrem ve Stavovském divadle. Přitom stále tříbil svou techniku a zdokonaloval přednes. Komponoval i další skladby, Caprice D dur a Grand potpourri E dur, jež sám hrával na koncertech v českých městech a později i v cizině.

V roce 1825 odešel do Vídně, kde přijal místo v císařské kapele a věnoval se též sólové činnosti. Vídeňské obecenstvo si brzy podmanil svým nedostižným uměním. Dopisovatel Allegemeine Zeitung o něm psal, že „ukazuje uměleckou zručnost v překonávání největších těžkostí.“ 

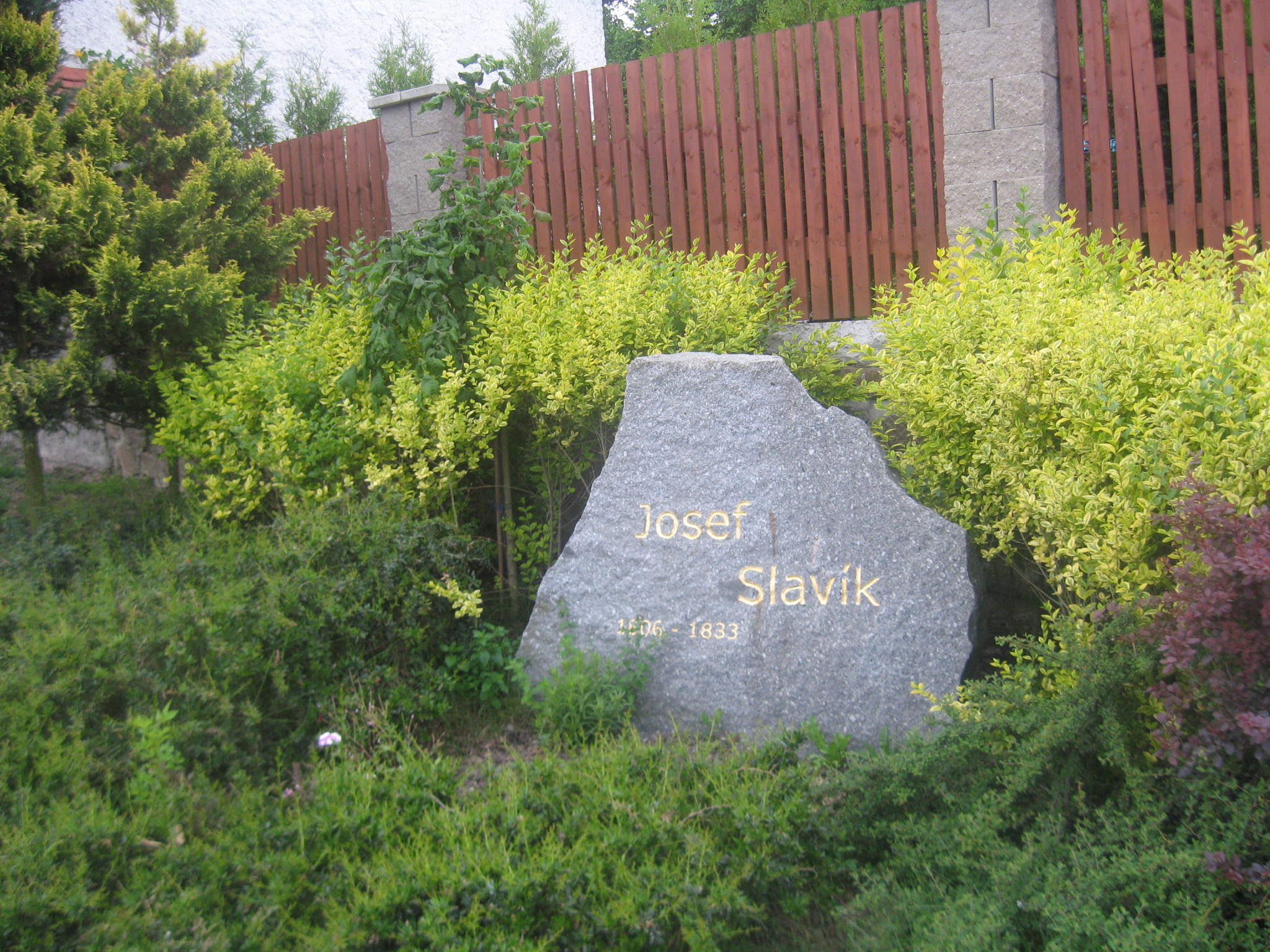
Památník Josefa Slavíka v Jincích naproti jeho rodnému domu

 Přímo zářnými momenty hry tohoto mladého umělce jsou pasáže v dvojhmatech a sextách, absolvované v nejvyšší rychlosti a přesnosti, arpeggia všech druhů a ve všech polohách, konečně i hra 96 not staccato na jeden tah smyčcem!“ V téže době ohlásil Paganini sérii koncertů v habsburské metropoli. Po koncertě, na němž hrál slavný italský houslista poprvé své zvonkové rondo, přijal Paganini v kruhu hudebníků i Slavíka, aby vyhověl jeho prosbě předvést mu své umění. Nic netušícímu mistrovi zahrál český houslista i jeho zvonkové rondo které si zapamatoval po jednom poslechu. Vypráví se, že Paganini tehdy k českému mistrovi pronesl: „Vy jste ďábel! Svět se chvěje, když hrajete.“ Slavík zamýšlel dosáhnout úspěchu i v Paříži, ale nedokázal se prosadit proti pletichám tamních hudebních kruhů.
V letech 1826 a 1827 Franz Schubert složil pro Josefa Slavíka a klavíristu Carla Mariu von Bockleta dvě náročné sonáty pro housle a klavír: Rondo, D 895, a Fantazii, D 934.
Po návratu do Vídně se v listopadu 1830 seznámil s Fryderykem Chopinem. I on byl okouzlen Slavíkovou hrou. Svým známým o novém příteli psal: „Velký, v pravdě geniální houslista, velice si s ním rozumím. Je to Paganini, ale omládlý, který časem předčí prvního. Jeho hra bere posluchačům řeč a do očí jim vhání slzy, rozplakal by i tygry!“ Slavík také zkomponoval Houslový koncert a moll a Variace na G struně.
V roce 1833 se Josef Slavík odhodlává k velkému koncertnímu turné, jehož osou by měla být Pešť (dnes Budapešť), Ostřihom, Lvov a další města. Přechozená chřipka však natolik oslabila jeho zdraví, že v Pešti zemřel. Byl tu i pochován. Až po sto letech byly jeho ostatky převezeny do vlasti a uloženy na vyšehradském hřbitově.

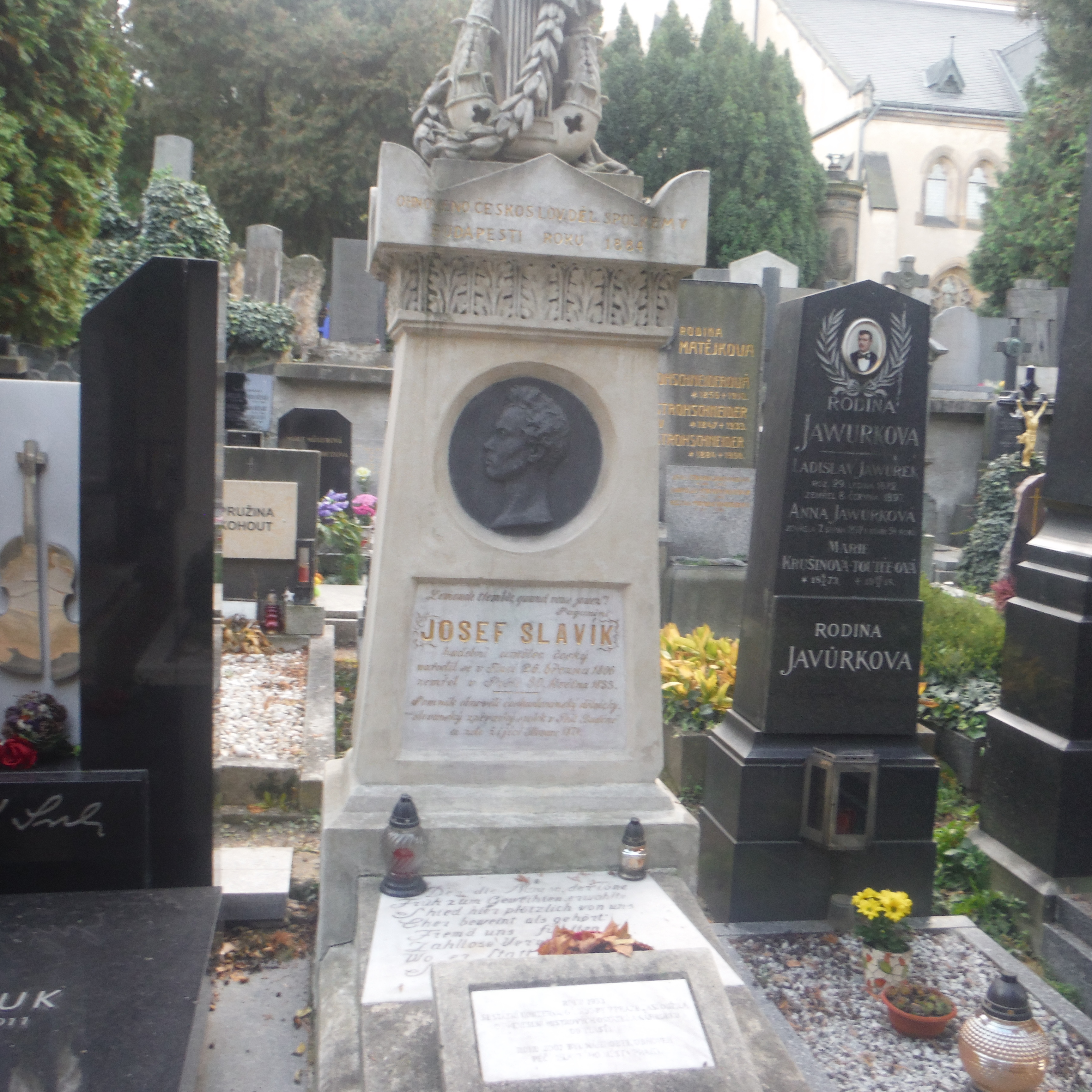
Hrob na Vyšehradském hřbitově

### Slavíkova korespondence

#### Slavíkův dopis hraběti Vrbnovi
„Vaše blahorodí!
Promiňte mi, že se odvažuji obtěžovat Vás naléhavou prosbou: jsa přesvědčen o Vašem příznivém smýšlení, doufám, že Vaše Blahorodí i tentokrát vyhoví mé žádosti a poskytne mi tím velkou posilu v mé životní dráze.
Osvědčil jsem sice ve Vídni své schopnosti, ale myslím, zejména když mi tak radí všichni, že bych měl odjet do Paříže, neboť tam bych jistě špatně nepochodil; je známo, že v Paříži a v Londýně se všeobecně více dělá pro umění, a já jsem nyní v letech, kdy je možno nejlépe něco podobného vykonati. Proto prosím Vaše Blahorodí, abyste mi nejlaskavěji ráčil dopomoci k novému cestovnímu pasu do Francie na rok.
V příloze posílám svůj dřívější pas a můj otec podá žádost místo mne; chtěl jsem zažádati ve Vídni, ale bylo mi řečeno, že se dělají veliké potíže při vydávání pasu, neboť by teprve pak byl odeslán do Prahy a z Prahy zpátky do Hořovic, – a tak bych musil velmi dlouho čekat; pas potřebuji nejpozději do 14 dnů nebo do tří týdnů, poněvadž bych již v říjnu chtěl uspořádat koncert v Mnichově. Prosím Vaše Blahorodí, abyste laskavě tuto záležitost co nejvíce urychlil; vynaložím vše, abych Hořovicím dělal čest, a až se vrátím z Paříže, Londýna a Filadelfie, s největší radostí uspořádám koncert hořovickému ústavu, jehož jste tak horlivým ochráncem. Jistě dobře dopadne. Je dobře mít odvahu, říká se ve světě; je možno mnoho ztratit, ale doufám, že Bůh nedopustí, abych klesl…“

## Kulturní odkaz
V roce 1947 měl premiéru životopisný film Václava Kršky Housle a sen, ve kterém Josefa Slavíka ztvárnil Jaromír Spal. O čtyři roky později měla premiéru opereta Jaroslava Křičky Český Paganini aneb Slavík a Chopin.
Dva houslové koncerty Josefa Slavíka měly světovou premiéru 30. června 2011 v italském Pedemonte. Skladby provedla italská houslistka Laura Marzadori, Orchestra Città di Ferrara řídil Marco Zuccarini.